# Diocesi di Macriana di Mauritania
La diocesi di Macriana di Mauritania (in latino: Dioecesis Macrianensis in Mauretania) è una sede soppressa e sede titolare della Chiesa cattolica.

## Storia
Macriana di Mauritania, nell'odierna Algeria, è un'antica sede episcopale della provincia romana della Mauritania Sitifense.
A questa diocesi africana sono attribuibili tre vescovi. Il donatista Deuterio è documentato prima del 345/348 e di lui parla sant'Agostino, definendolo un "traditore" per aver stretto comunione con fondatore del donatismo, Donato di Case Nere.
Alla conferenza di Cartagine del 411, che vide riuniti assieme i vescovi cattolici e donatisti dell'Africa romana, furono presenti due vescovi cattolici, Felice e Silvano, entrambi indicati come episcopi Macrianensis, senza ulteriori indicazioni topografiche; uno dei due apparteneva alla sede di Macriana di Mauritania, mentre l'altro alla sede omonima in Bizacena. Secondo Mesnage tuttavia, la posizione delle firme di questi due vescovi negli atti conciliari possono indurre a pensare che il vescovo di Macriana di Mauritania fosse Felice, mentre Silvano sarebbe da attribuire a Macriana Minore di Bizacena.
Terzo vescovo noto è Restituto (o Restuto), il cui nome appare al 23º posto nella lista dei vescovi della Mauritania Sitifense convocati a Cartagine dal re vandalo Unerico nel 484; Restituto era già deceduto in occasione della redazione di questa lista.
Dal 1933 Macriana di Mauritania è annoverata tra le sedi vescovili titolari della Chiesa cattolica; dal 7 dicembre 2022 il vescovo titolare è Reginei José Modolo, vescovo ausiliare di Curitiba.

## Cronotassi

### Vescovi residenti
- Deuterio † (prima del 345/348) (vescovo donatista)

- Felice o Silvano † (menzionato nel 411)
- Restuto (Restituto) † (prima del 484)

### Vescovi titolari
- Francis Frederick Reh † (5 settembre 1964 - 11 dicembre 1968 nominato vescovo di Saginaw)
- John Michael Sherlock † (25 giugno 1974 - 7 luglio 1978 nominato vescovo di London)
- Francisco María Aguilera González † (5 giugno 1979 - 6 agosto 2010 deceduto)
- Laurent Dognin (5 gennaio 2011 - 20 maggio 2015 nominato vescovo di Quimper)
- Robert Emmet Barron (21 luglio 2015 - 2 giugno 2022 nominato vescovo di Winona-Rochester)
- Reginei José Modolo, dal 7 dicembre 2022